# 艾塞訥茨賴興施泰因山

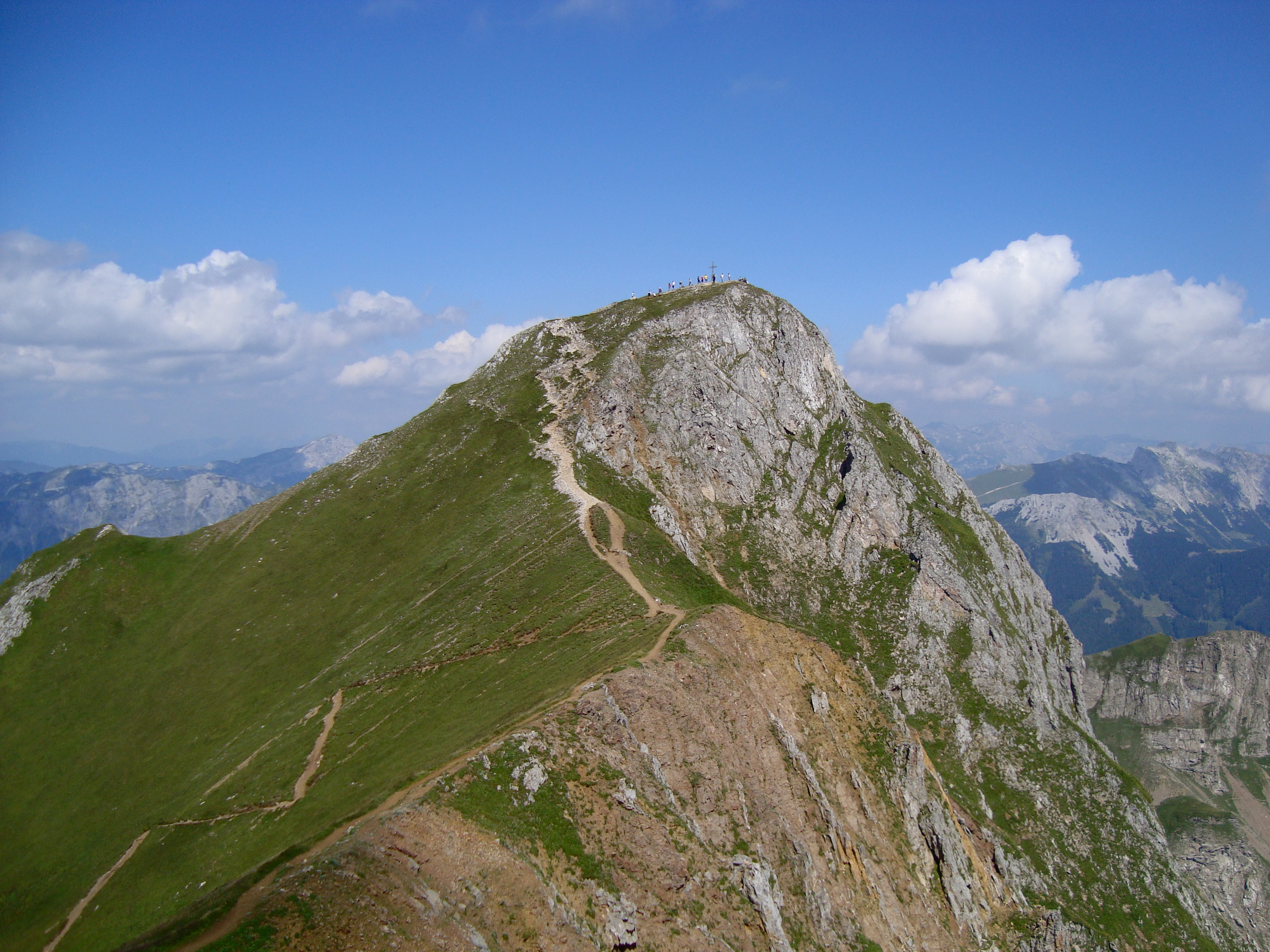
從萊興斯坦山小屋俯瞰艾塞訥茨賴興施泰因山東北峰

47°30′10″N 14°56′03″E / 47.502728°N 14.934292°E
艾塞訥茨賴興施泰因山（德語：Eisenerzer Reichenstein），是奧地利的山峰，位於該國中部，由施泰爾馬克州負責管轄，屬於恩斯塔爾阿爾卑斯山脈的一部分，海拔高度2,165米，山體由石灰岩組成。